# 中餐館

香港沙田一家中餐厅

中式餐厅，又稱中餐厅或中餐館，是專門供应中国菜的餐馆。華人移居海外後就會在居住地開設中餐馆。截至2018年，海外中餐厅數量達55万家，市场规模超过2500亿美元。许多位於中國以外中餐館為了適應當地人的口味而對中國菜有所改良，在此背景下出現了英式中國菜和美式中国菜。一些海外中餐館還會提供日本料理、韓國料理、印尼飲食、泰國飲食等亞洲飲食。